# Gare d’Ucciani
Gare d’Ucciani vasútállomás Franciaországban, Ucciani településen.

## Vasútvonalak
Az állomást az alábbi vasútvonalak érintik:
- Bastia-Ajaccio-vasútvonal

## Kapcsolódó állomások
A vasútállomáshoz az alábbi állomások vannak a legközelebb:
- Gare de Tavera
- Gare de Carbuccia